# Витебска област
Витебска област (на беларуски: Ві́цебская во́бласць) е една от 6-те области на Беларус. Площ 40 051 km² (2-ро място по големина в Беларус, 19,29% от нейната площ). Население на 1 януари 2019 г. 1 171 523 души (4-то място по население в Беларус, 12,36% от нейното население). Административен център град Витебск. Разстояние от Минск до Витебск 300 km.

## Историческа справка
От всичките 19 града на Витебска област 11 са признати за такива преди установяването на съветска власт през 1917 г.
- 861 г. – Полоцк (първи сведения в летописните източници под имената Полотеск или Полотск)
- 974 г. – Витебск (първи исторически сведения за града)
- 15 век – Браслав (вторично преобразуван в град през 1940 г.)
- 1772 г. – Орша (първи исторически сведения от 1067 г.) и Городок
- 1773 г. – Дубровно
- 1777 г. – Дриса (вторично преобразуван в град през 1938 г., от 1962 г. Верхнедвинск) и Сенно
- 1795 г. – Дисна и Докшици (вторично признати за градове през 1940 г.)
- 1802 г. – Лепел

Останалите 8 града в областта са признати за такива по време на съветската власт, в периода от 1940 до 1972 г. Витебска област е образувана на 15 януари 1938 г., след което има малки промени в границите ѝ.

## Географска характеристика
Витебска област заема в северната и североизточната част на Беларус. На запад граничи с Литва, на северозапад – с Латвия, на север и изток – с Псковска и Смоленска област на Русия, на юг – с Могильовска и Минска област и на югозапад – с Гродненска област. В тези си граници заема площ от 40 051 km² (2-ро място по големина в Беларус, 19,29% от нейната площ). Дължина от запад на изток 315 km, ширина от север на юг 120 km.
Релефът на областта е предимно равнинен с височина 150 – 250 m. Хълмистите равнини и низини заемат около 3/4 от територията на областта, като най-значителни се явяват Полоцката низина на север, Верхнеберезинската на югозапад, Чашникската – по долината на река Ула (ляв приток на Северна Двина) и Суражката на североизток. По периферията на областта са разпространени ниски моренни възвишения и моренни валове: Городокско (259 m, на североизток), Оршанско (262 m, на ютоизток), Витебско (296 m, на изток, 55°09′44″ с. ш. 30°47′21″ и. д. / 55.162222° с. ш. 30.789167° и. д.), на 3 km северно от село Валешковичи в Лиозновски район) и др.
Климатът е умерено континентален с много по-ясно изразена континенталнист, в сравнение с южните райони на Беларус. Средна януарска температура -7,5 °C, а средна юлска 17,5 °C. Годишната сума на валежите се колебае от 550 до 600 mm. Продължителността на вегетационния период (минимална денонощна температура 5 °C) е 177 – 185 денонощия.
Територията на Витебска област попада в три водосборни басейна. Около 2/3 от областта е заета от водосборния басейн на река Западна Двина, която протича почти през средата на областта от изток на запад с част от средното си течение. Нейните основни притоци са: леви – Каспля, Лучеса, Ула, Ушача, Дисна; десни – Усвяча, Обол, Полота, Дриса. Южната и югоизточната част е заета от водосборния басейн на река Днепър, която протича в югоизточната част на областта с част от горното си течение и с притоците си Оршица, Адров и най-горното течение на река Березина. Крайните югозападни части попадат във водосборния басейн на река Неман, по-конкретно на десния ѝ приток Вилия. Основно транспортно значение има река Западна Двина. По количеството си на езерата (над 2000) Витебска област заема първо място в Беларус (т.н. „Беларуско поезерие“). Най-големите езера са: Освейско, Дривяти, Снуди, Дрисвяти (по границата с Литва) и др. По-голямата част от езерата са с ледников произход, а водите им се използват за риболов и битово водонабдяване.
Витебска област е разположена в подзоната на смесените гори. Почвите са предимно ливадно-подзолисти (най-плодородни на югоизток). Низините и пониженията между възвишенията са заети от ливадно-глинести и торфено-блатни, а по долините на реките – алувиално-ливадни почви. Горите заемат 33,4% от територията на областта, като преобладават иглолистните породи (68%), а от широколистните най-разпространени са бреза, елша и осика. Най-големите борово-смърчови гори са съсредоточени в северната част на Полоцката низина и в горните басейни на реките Березина и Вилия, а на североизток значителни площи са заети от ливади (12%) и блата (8%). Животинският свят е представен от заек, вълк, лисица, белка, кафява мечка, лос, рис, язовец, хермелин, норка, речен бобър, енотоовидно куче, а птичият – от тетерев, дива патица, сива гъска и др. Реките и огромното количество езера са богати на различни видове риби.

## Население
На 1 януари 2019 г. населението на Витебска област област е наброявало 1 171 523 души (12,36% от населението на Беларус). Гъстота 29,25 души/km². Градско население 77,4%. Етнически състав: беларуси 85,14%, руснаци 10,08%, украинци 1,18%, поляци 0,91% и др.

## Административно-териториално деление
В административно-териториално отношение Витебска област се дели на 2 областни градски окръга, 21 административни района, 19 града, в т.ч. 2 града с областно подчинение и 17 града с районно подчинение, 23 селища от градски тип и 3 градски района в град Витебск.
| Административна единица | Площ (km²) | Население (2017 г.) | Административен център | Население (2017 г.) | Разстояние до Витебск (в km) | Други градове и сгт с районно подчинение |
| ----------------------- | ---------- | ------------------- | ---------------------- | ------------------- | ---------------------------- | ---------------------------------------- |
| Областен градски окръг  |            |                     |                        |                     |                              |                                          |
| 1. Витебск              | 135        | 378 459             | гр. Витебск            | 378 459             | -                            |                                          |
| 2. Новополоцк           | 57         | 106 959             | гр. Новополоцк         | 101 125             | 118                          | Боровуха                                 |
| Административен район   |            |                     |                        |                     |                              |                                          |
| 1. Бешенковички         | 1250       | 15 187              | сгт Бешенковичи        | 6575                | 51                           |                                          |
| 2. Браславски           | 2270       | 25 153              | гр. Браслав            | 9899                | 220                          | Видзи                                    |
| 3. Верхнедвински        | 2141       | 20 900              | гр. Верхнедвинск       | 7244                | 175                          | Освея                                    |
| 4. Витебски             | 2738       | 36 640              | гр. Витебск            |                     | -                            | Сураж, Яновичи                           |
| 5. Глубокски            | 1760       | 36 565              | гр. Глубокое           | 19 115              | 200                          | Подсвиле                                 |
| 6. Городокски           | 2980       | 22 622              | гр. Городок            | 12 410              | 30                           | Езерище                                  |
| 7. Докшицки             | 2268       | 22 392              | гр. Докшици            | 6973                | 200                          | Бегомъл                                  |
| 8. Дубровенски          | 1250       | 13 903              | гр. Дубровно           | 7012                | 107                          |                                          |
| 9. Лепелски             | 1822       | 32 519              | гр. Лепел              | 17 846              | 115                          |                                          |
| 10. Лиозненски          | 1418       | 14 985              | сгт Лиозно             | 6692                | 40                           |                                          |
| 11. Миорски             | 1787       | 19 619              | гр. Миори              | 7896                | 190                          | гр. Дисна                                |
| 12. Оршански            | 1708       | 154 943             | гр. Орша               | 114 135             | 93                           | гр. Баран, Болбасово, Копис, Ореховск    |
| 13. Полоцки             | 3179       | 106 939             | гр. Полоцк             | 84 332              | 100                          | Ветрино                                  |
| 14. Поставски           | 2096       | 35 152              | гр. Постави            | 19 793              | 250                          | Воропаево, Линтупи                       |
| 15. Россонски           | 1927       | 9042                | сгт Россони            | 4798                | 170                          |                                          |
| 16. Сенненски           | 1966       | 20 667              | гр. Сенно              | 7092                | 102                          | Богушевск                                |
| 17. Толочински          | 1499       | 24 121              | гр. Толочин            | 9672                | 124                          | Коханово                                 |
| 18. Ушачки              | 1489       | 12 942              | сгт Ушачи              | 5930                | 150                          |                                          |
| 19. Чашникски           | 1481       | 29 940              | гр. Чашники            | 8757                | 95                           | гр. Новолукомъл                          |
| 20. Шарковщински        | 1189       | 14 351              | сгт Шарковщина         | 6148                | 197                          |                                          |
| 21. Шумилински          | 1695       | 17 523              | сгт Шумилино           | 7544                | 40                           | Обол                                     |